# 戈拉费
戈拉费，是西班牙安达卢西亚自治区格拉纳达省的一个市镇。总面积77平方公里，2001年普查人口總數為552人，人口密度為每平方公里7人。